# آبایانگ
آبایانگ (انگلیسی: Abaiang) یک جزیره در کیریباتی است که در اقیانوس آرام واقع شده‌است.